# Resolució 1635 del Consell de Seguretat de les Nacions Unides
La Resolució 1635 del Consell de Seguretat de les Nacions Unides fou adoptada per unanimitat el 28 d'octubre de 2005. Després de recordar totes les resolucions anteriors sobre la situació a la República Democràtica del Congo, incloses les resolucions 1565 (2004), 1592 (2005), 1596 (2005), 1621 (2005) i 1628 (2005), el Consell va ampliar mandat de la Missió de les Nacions Unides a la República Democràtica del Congo (MONUC) fins al 30 de setembre de 2006.

## Resolució

### Observacions
El preàmbul de la resolució va ressaltar la importància de les eleccions en la restauració de la pau i l'estabilitat a la República Democràtica del Congo. Va donar la benvinguda al compromís de les autoritats congoleses de promoure el bon govern i la gestió econòmica. Hi Havia preocupació per la continuació de les hostilitats a l'est del país i les violacions dels drets humans i del dret internacional humanitari.
El Consell va reconèixer el vincle entre l'explotació il·legal de recursos naturals i el tràfic d'armes com un dels principals factors que alimenten el conflicte al país.

### Actes
Actuant sota el Capítol VII de la Carta de les Nacions Unides, el Consell va ampliar el mandat de la MONUC i va incrementar temporalment la seva força en 300 persones fins l'1 de juliol de 2006. Es va instar als partits congolesos a garantir eleccions lliures, justes i transparents i dur a terme una reforma del sector de la seguretat. Mentrestant, es va instar a la comunitat internacional a brindar assistència per a la reforma de la policia i les forces armades, mentre que es va demanar a la MONUC que continués brindant assistència per al procés de transició política.
Finalment, foren ben acollits els esforços de la MONUC per implementar la política de tolerància zero en la explotació sexual.